# اقتصاد أوروغواي
اقتصاد أوروغواي يتميز بتصدير القطاع الزراعي، وقوة عمل متعلمة تعليماً جيداً، وارتفاع مستويات الإنفاق الاجتماعي. بلغ معدل نمو الاقتصاد 5٪ سنوياً خلال عامي 1996-1998، بينما خلال عامي 1999-2002 فقد عانى الاقتصاد من انكماش كبير، والناجمة إلى حد كبير من الآثار غير المباشرة للمشاكل الاقتصادية للدول المجاورة الكبيرة، مثل الأرجنتين والبرازيل.
حلّت الأوروغواي في المركز 63 في مؤشر الابتكار العالمي عام 2023، وتقدّمت للمركز 62 في مؤشر عام 2024.

## التاريخ
تعتبر أوروغواي بلداً غنياً بالنسبة لأمريكا الجنوبية، على الرغم من تطورها الاقتصادي بعد ركوده منذ خمسينيات القرن العشرين. في عام 1990 بلغ الناتج المحلي الإجمالي لأوروغواي ما يقرب من 9.2 مليار دولار أمريكي، وبلغ نصيب الفرد 2،970 دولار، وهو ما جعلها من بين البلدان ذات الدخل الأعلى في أميركا الجنوبية. عدد سكان أوروغواي القليل (ما يزيد قليلاً عن 3 ملايين)، وانخفاض معدل النمو السكاني (0.7% سنوياً) مكن شعبها من الحفاظ على مستوى معيشي جيد خلال ثمانينات القرن العشرين. تواجه أوروغواي أزمة الديون الخارجية الكبيرة وعجز ملموس في القطاع العام، وكلاهما يعوق نمو الاقتصاد.
تقدم اقتصاد أوروغواي بشكل سريع خلال العقود الثلاثة الأولى من القرن العشرين بسبب التوسع في تصدير لحوم البقر الصوف.

## المنتجات الزراعية
الأرز[ ؟ ] والقمح وفول الصويا الشعير ؛ أما الثروة الحيوانية فتنتج اللحوم، الأسماك.

## الصناعة
تجهيز الأغذية، والآلات الكهربائية، ومعدات النقل والمنتجات البترولية والمنسوجات والكيماويات والمشروبات.

## النفط

### الإنتاج
تنتج الأوروغواي يومياً 946 برميل (2008)

### الاستهلاك
تستهلك أوروغواي 41 ألف برميل يومياً (2008).

### الصادرات
تصدر الأوروغواي 7,100 برميل يومياً (2007).

### الواردات
تستورد أوروغواي 52,730 برميل يومياً (2007).

## الصادرات
صدرت أوروغواي منتجات بقيمة 6,32 مليار دولار في عام 2009 أما عام 2008 فكانت قيمة الصادرات 7,084 مليار دولار.

### السلع
اللحوم والأرز ومنتجات الجلود والصوف، والأسماك ومنتجات الألبان.

### الشركاء
البرازيل 18.7 ٪، الصين 8.5 ٪، 7.3 ٪ الأرجنتين، وألمانيا 6.5 ٪، والمكسيك 4.9 ٪، هولندا 4.5 ٪، روسيا 4.3 ٪ (2008).

## الواردات
استوردت أوروغواي واردات بقيمة 6,576 مليار دولار في عام 2009. بينما في عام 2008 استوردت بقيمة 8,799 مليار دولار.

### السلع
خام النفط والمنتجات النفطية، والآلات والمواد الكيميائية ,والسيارات، الورق البلاستيك.

### الشركاء
الأرجنتين 19.9 ٪، البرازيل 16.5 ٪، الصين 11.2 ٪، الولايات المتحدة 9.9 ٪، 6.6 ٪ باراغواي، ونيجيريا 4.6 ٪ (2008).

## الناتج المحلي الإجمالي

### الناتج المحلي الإجمالي (تعادل القوة الشرائية)
- 44,05 مليار دولار (تقديرات 2009).
- 43,78 مليار دولار (تقديرات 2008).
- 40,21 مليار دولار (تقديرات 2007).[6]

### الناتج المحلي الإجمالي (سعر الصرف الرسمي)
- 31,61 مليار دولار (تقديرات 2009)[6]

### معدل النمو في الناتج المحلي الإجمالي
- 0.6% (تقديرات 2009).
- 8.9% (تقديرات 2008).
- 7.4% (تقديرات 2007).[6]

### دخل الفرد (يعادل القوة الشرائية)
- 12,600 دولار (إحصاء 2009)
- 12,600 دولار (إحصاء 2008)
- 11,600 دولار (إحصاء 2007)[6]

### القطاعات
| الزراعة | الصناعة | الخدمات             |
| ------- | ------- | ------------------- |
| 9.5٪    | 22.5٪   | 68 ٪ (تقديرات 2009) |

## القوى العاملة
- 1,636 مليون (تقديرات 2009).[6]

### القوى العاملة حسب المهنة
| الزراعة | الصناعة | الخدمات            |
| ------- | ------- | ------------------ |
| 9%      | 15%     | 76% (تقديرات 2007) |

### معدل البطالة
- 7,9% (تقديرات 2009).
- 7,6% (تقديرات 2008).[6]

### الفقر
تبلغ نسبة الأسر الفقيرة في أوروغواي 27.4٪.(تقديرات 2006) 

### معدل التضخم
- 7,3% (تقديرات 2009).
- 7,9% (تقديرات 2008).[6]